# Polyalthia cratiensis
Polyalthia cratiensis este o specie de plante din genul Polyalthia, familia Annonaceae, descrisă de Nguyên Tiên Bân. Conform Catalogue of Life specia Polyalthia cratiensis nu are subspecii cunoscute.